# سیارک ۴۹۸۱
سیارک ۴۹۸۱ (به انگلیسی: 4981 Sinyavskaya، نامگذاری:1974VS) چهار هزار و نهصد و هشتاد و یکمین سیارک کشف شده‌است که در ۱۲ نوامبر ۱۹۷۴ کشف شد.
قدر مطلق سیارک برابر ۱۲٫۰۰ است.